# Guslarspitzen

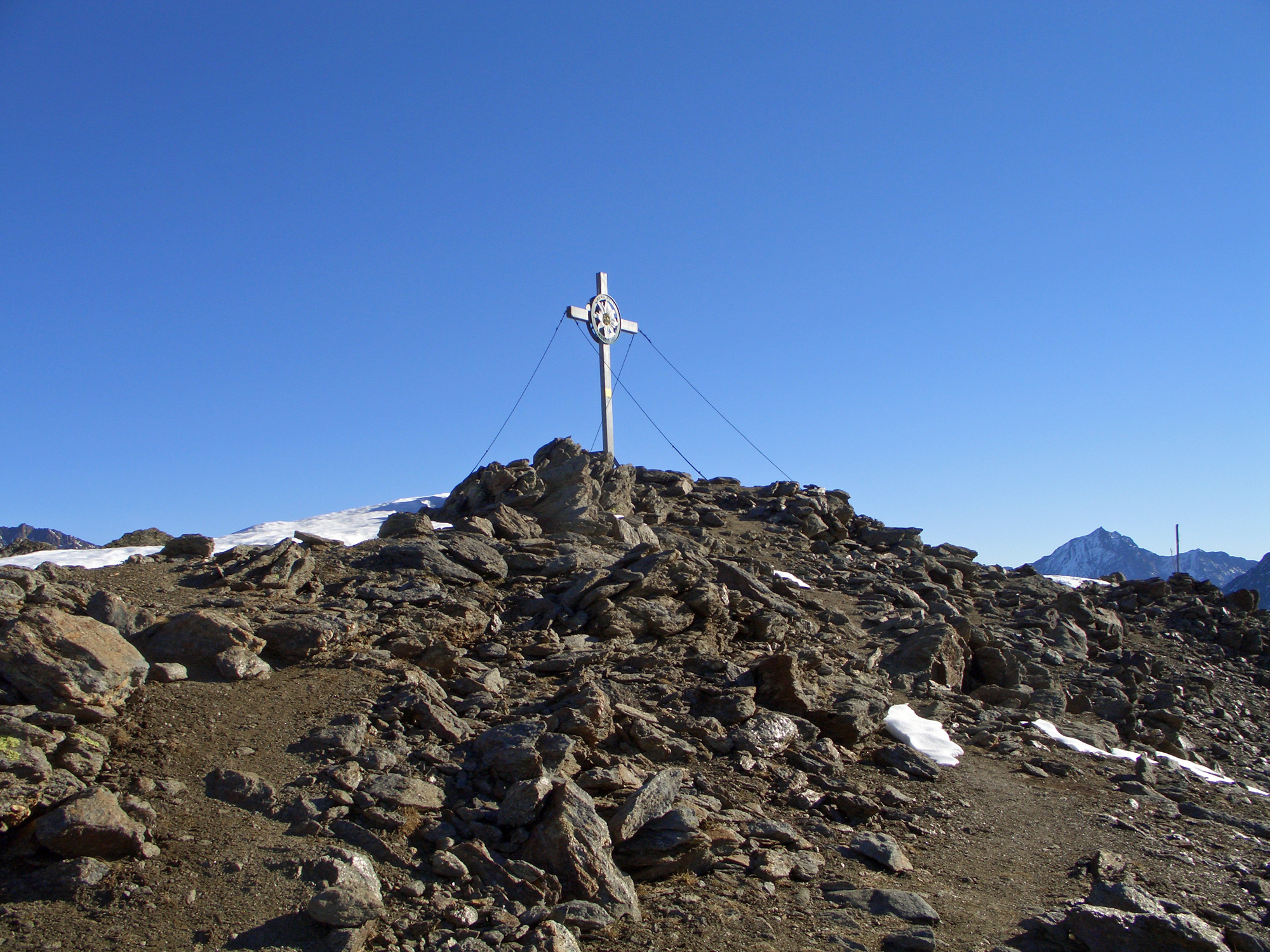
Gipfelkreuz der mittleren Guslarspitze 3126m

Die Guslarspitzen sind drei Gipfel in den Ötztaler Alpen in Tirol. Sie liegen im Weißkamm oberhalb des Rofentals, eines Quelltals des Venter Tals.
Die östlich gelegene Vordere Guslarspitze weist eine Höhe von 3118 Metern auf, die Mittlere Spitze ist 3128 Meter hoch und die westliche Hintere Guslarspitze ist mit 3147 Metern der höchste Gipfel. Zuerst bestiegen wurden die Guslarspitzen von den Gebrüdern Schlagintweit zwischen dem 27. August und dem 8. September 1848.

## Lage und Umgebung
Die drei Spitzen liegen im Weißkamm, einer von der Weißkugel im Südwesten über die Wildspitze bis Sölden im Nordosten verlaufenden Bergkette. An der Nordwestseite der Guslarspitzen erstreckt sich der Gletscher Guslarferner noch bis zu einer Höhe von 3100 Metern. Die Südostflanke der Spitzen ist hingegen mit Geröll und Schutt bedeckt. Benachbarte Berge sind im Westen, getrennt durch den unteren Kesselwandferner, die 3257 Meter hohe Mutspitze, im Nordwesten, getrennt durch das Brandenburger Jöchl (3246 m), die Kesselwandspitze mit 3414 Metern Höhe. Im Südosten verläuft das tief eingeschnittene Rofental. Nächster bedeutender Ort ist der Söldener Ortsteil Vent in etwa 7 Kilometern Luftlinie in ostnordöstlicher Richtung.

## Aufstieg
Die Guslarspitzen sind sowohl von der nördlich gelegenen Vernagthütte (2755 m) als auch vom südlich gelegenen auf 2412 Metern Höhe gelegenen Hochjochhospiz zu erreichen. Der Normalweg vom Hochjochhospiz aus führt zunächst über den Deloretteweg in nordwestlicher Richtung, dann auf 2900 Metern Höhe östlich zum Gipfelkreuz der Mittleren Guslarspitze in etwa zwei Stunden Gehzeit. Von hier aus sind die anderen Spitzen in leichter Kletterei im Schwierigkeitsgrad UIAA I schnell zu erreichen. 1,5 Stunden Gehzeit erfordert der Nordanstieg von der Vernagthütte.